# Nhà thờ chính tòa Bazas
Nhà thờ chính tòa Thánh Gioan Baotixita của Bazas (tiếng Pháp: Cathédrale Saint-Jean-Baptiste de Bazas) là một nhà thờ Công giáo Rôma nằm tại Bazas, Gironde, Pháp. Nhà thờ được xếp hạng là một di tích quốc gia. Đây là nhà thờ chính tòa của Giáo phận Bazas cho đến khi Cách mạng Pháp diễn ra (sau đó nó không được khôi phục mà sau thỏa ước 1801, nó được phân chia vào tổng giáo phận Bordeaux, Agen và Aire).
và điểm thu hút chính của nó vẫn là nhà thờ dành riêng cho Gioan Baotixita. Nhà thờ là công trình nổi bật nhất thị trấn ở cuối phía đông của một khoảng không gian rộng mở.
Nhà thờ có niên đại chủ yếu từ thế kỷ 13, 14, và được xây dựng theo mô hình của các đại thánh đường Gothic ở miền bắc nước Pháp. Mặt trước quay về phía tây là duy nhất với tầng đáng chú ý. Đầu tiên là ba cổng Gothic giữ lại một phần của tác phẩm điêu khắc thế kỷ 13 ban đầu, tầng thứ hai bao gồm cửa sổ tròn hình hoa hồng từ năm 1537; và tầng thứ ba là một đầu hồi mang kiến trúc Tân cổ điển từ năm 1723. Tháp chuông ở phía bắc là một phần của cấu trúc thế kỷ thứ 11 cho đến khi mở cửa.
Bên trong nhà thờ là một gian giữa dài và hẹp, không có cửa sổ và được xây dựng lại hoàn toàn từ năm 1583-1635 sau khi Huguenot khiến nhà thờ bị hư hỏng nặng vào năm 1561 trong Chiến tranh tôn giáo Pháp.
Ngày nay, nhà thờ là một phần của Di sản thế giới Đường hành hương Santiago de Compostela ở Pháp được UNESCO công nhận từ năm 1998.